# Psathyrella stercoraria
Psathyrella stercoraria är en svampart som beskrevs av Örstadius & E. Larss. 2008. Psathyrella stercoraria ingår i släktet Psathyrella och familjen Psathyrellaceae.  Arten är reproducerande i Sverige. Inga underarter finns listade i Catalogue of Life.